# Pilar Rubiales
María Pilar Rubiales Úbeda (17 luglio 1960) è un'ex cestista spagnola.

## Carriera
Con la Spagna ha disputato i Campionati europei del 1978.